# Étoile olympique La Goulette Kram (basket-ball)
Pour le club omnisports, voir Étoile olympique La Goulette Kram.
Maillots
L'Étoile olympique La Goulette Kram (EOGK) est un club de basket-ball tunisien fondé en 1968 à la suite de la fusion entre le Club sportif goulettois (CSG) et le Club olympique du Kram (COK).
Bénéficiant du travail effectué à la base par le CSG, il s'impose rapidement parmi les grands clubs de la division nationale. Cependant, les années 2000 voient la chute de celui-ci et sa reprise par l'Étoile sportive goulettoise (ESG). Désormais, l'Étoile olympique La Goulette Kram ne compte plus de section de basket-ball.

## Histoire
La ville de La Goulette est l'une des premières en Tunisie à adopter le basket-ball. Son équipe baptisée Goulette Sports est l'une des trois premières associations de la discipline créées en 1934 avec l'Alliance sportive et la Vaillante d'Hammam Lif. En 1935-1936, elle termine seconde du premier championnat de Tunisie masculin de basket-ball et compte alors quatorze licenciés dont le Tunisien Hédi Fathallah.
Pour leur part, l'Étoile sportive goulettoise (ESG) fait une courte apparition en 1942 avant de reprendre son activité en 1950, en faisant appel à Hédi et Hassen Fathallah, Amor Ben Jemiaa, Rachid Bey, Abdelaziz Ben Ahmed ou Ezzedine Ayachi. Le COK et l'Union sportive goulettoise (USG) suivent en 1952 mais seul l'ESG se maintient et fusionne avec l'USG pour constituer le Club sportif goulettois en 1962. Ce dernier monte en division nationale en 1963 avec une équipe composée de Manoubi Boukraa, Abdessattar Ismail ou encore Mustapha Touati. Mais le club ne passe que deux saisons parmi l'élite malgré l'apport de ses jeunes de l'époque que sont Ridha Laâbidi, Ahmed Charfeddine, Ferid Abbes, Abouda Ben Brahim et Hamouda Soufi. 
Le club mise alors sur les catégories juniors (trois titres chez les minimes, trois chez les cadets puis un doublé chez les juniors) et l'EOGK est mise sur les rails dès sa création.
Durant la saison 2009-2010, l'ESG remonte en nationale A après avoir terminé deuxième de la Nationale 2 à la suite de sa défaite en finale contre le Tunis Air Club.
En 2014, l'ESG remporte la coupe de la Fédération en finale en battant la Jeunesse sportive d'El Menzah.
Lors de la saison 2015-2016, l'ESG remporte le Prix du fair-play de la Ligue 1.
Au terme de la saison 2020-2021, le club prend la quatrième place du play-out et se voit relégué en nationale B après avoir perdu le match de barrage contre la Jeunesse sportive d'El Menzah (64-65) à la salle de Grombalia.
Durant la saison 2021-2022, l'ESG prend la deuxième place de la deuxième division et se qualifie pour le super play-out avec cinq équipes de la Ligue 1. En super play-out, le club prend la sixième et dernière place du classement et reste en Ligue 2.
Lors de la saison 2022-2023, l'ESG remonte en nationale A battant en finale le Basket Club Mahdia en trois matchs (78-71/64-61 à La Goulette et 85-70 à Mahdia).
Au terme de la saison 2024-2025, le club prend la dernière place du play-out et se voit relégué en Ligue II.

## Entraîneurs
- 1971-1972 :  Bill Sweek

## Palmarès
| National | International |
| --- | --- |
| - Championnat de Tunisie (7) : - Vainqueur : 1985, 1986, 1987, 1988, 1990, 1991, 1995 - Finaliste : 1981, 1982, 1984, 1989, 1993 - Coupe de Tunisie (3) : - Vainqueur : 1984, 1986, 1992 - Finaliste : 1972, 1985 - Championnat de Tunisie D2 (1) : - Vainqueur : 2023 - Coupe de la Fédération (1) : - Vainqueur : 2014 | - Championnat maghrébin des clubs (2) : - Vainqueur : 1988, 1989 - Finaliste : 1987 - Coupe arabe des clubs champions (0) : - Finaliste : 1988, 1992 - Troisième : 1989 |

## Anciens joueurs
- Ali Amri
- Mohamed Ali Ben Abdallah
- Mohamed Ali Farjallah
- Aymen Bouzid
- Hosni Ilahi
- Sameh Kraiem
- Marouen Lahmar
- Omar Mouhli
- Mahdi Sayeh